# Teudis caxambuensis
Teudis caxambuensis là một loài nhện trong họ Anyphaenidae.
Loài này thuộc chi Teudis. Teudis caxambuensis được Cândido Firmino de Mello-Leitão miêu tả năm 1926.